# Amsterdam Baroque Orchestra & Choir

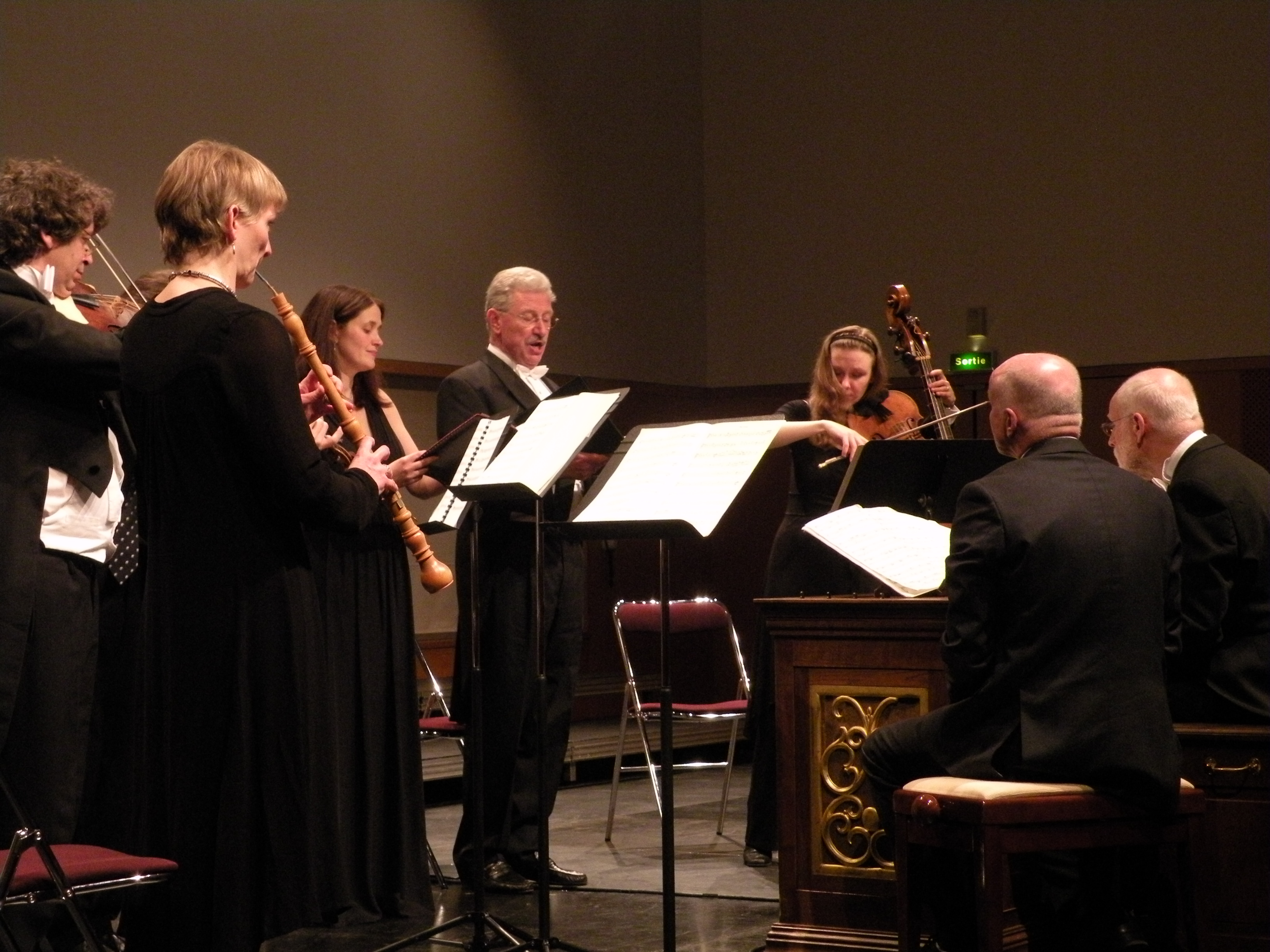
The Amsterdam Baroque Orchestra in 2009, tijdens het jaarlijkse klassieke-muziekfestival La Folle Journée in Nantes, Frankrijk.

Het Amsterdam Baroque Orchestra & Choir is een Nederlands muziekgezelschap uit Amsterdam gespecialiseerd in barokmuziek.

## Geschiedenis
Het Amsterdam Baroque Orchestra werd in 1979 opgericht door dirigent Ton Koopman. De oprichting van het Amsterdam Baroque Choir volgde in 1992. Enkele keren per jaar komt het ensemble samen voor het uitvoeren van nieuwe programma's. Het repertoire bestaat uit instrumentaal en vocaal-instrumentaal werk uit de 17e en 18e eeuw. Het Amsterdam Baroque Orchestra & Choir concerteren samen veelal in Europa, de Verenigde Staten en Japan.
Een van de hoogtepunten in het bestaan van het ensemble is het omvangrijke project waarbij alle Bach-cantates zijn uitgevoerd en opgenomen.

## Bezetting
Het orkest bestaat (afhankelijk van het uit te voeren werk) uit negen violisten, twee altviolisten, twee cellisten, een contrabassist, twee traverso-bespelers, drie hoboïsten, drie trompettisten, een fagottist, een slagwerker en twee continuo-bespelers. Indien nodig wordt uitgebreid met zinc, trombone en violone.
De basisbezetting van het koor bestaat uit vijf sopranen, vier alten, vier tenoren en vier bassen. Het koor wordt samengesteld en ingestudeerd door Peter de Groot.

## Subsidie
Ton Koopman dreigde met The Amsterdam Baroque Orchestra & Choir uit Nederland te vertrekken omdat het orkest en koor met de jaarlijkse drie ton aan subsidie te weinig kreeg om te kunnen voortbestaan. Het ministerie van OCW organiseerde daarop 185.000 extra met als gevolg dat het koor en orkest in de cultuurnotaperiode 2009-2012 in Nederland blijven.

## Opnamen
The Amsterdam Baroque Orchestra bracht 15 jaar lang opnamen van voorname barokwerken uit op het Franse platenlabel Erato. Tijdens het Bach-cantateproject is overgestapt op een eigen label: Antoine Marchand (letterlijke vertaling in het Frans van 'Ton Koopman'), dat een sublabel is van Challenge Classics. Inmiddels is het complete cantate-werk van Bach opgenomen en uitgebracht. In 2012 vonden de laatste opnamen plaats voor de Buxtehude-serie. Daarmee is het complete werk van de door Bach bewonderde componist door koor en orkest uitgebracht.
Het barokorkest heeft samen met The Amsterdam Baroque Choir de dvd-opname van Bachs Markus-Passion in de reconstructie van Ton Koopman op zijn naam staan. Deze live-uitvoering is in 2000 opgenomen in de Chiesa de San Simpliciano te Milaan, onder leiding van Ton Koopman.
In 2006 namen koor en orkest op dvd Bachs Matthäus-Passion op.

## Prijzen
The Amsterdam Baroque Orchestra is gelauwerd met The Gramophone Award, Diapason d'or, 10-Repertoir, Stem des Monats-Fono Forum, de Prix Hector Berlioz en twee Edisons.